# Snowflake Inc.

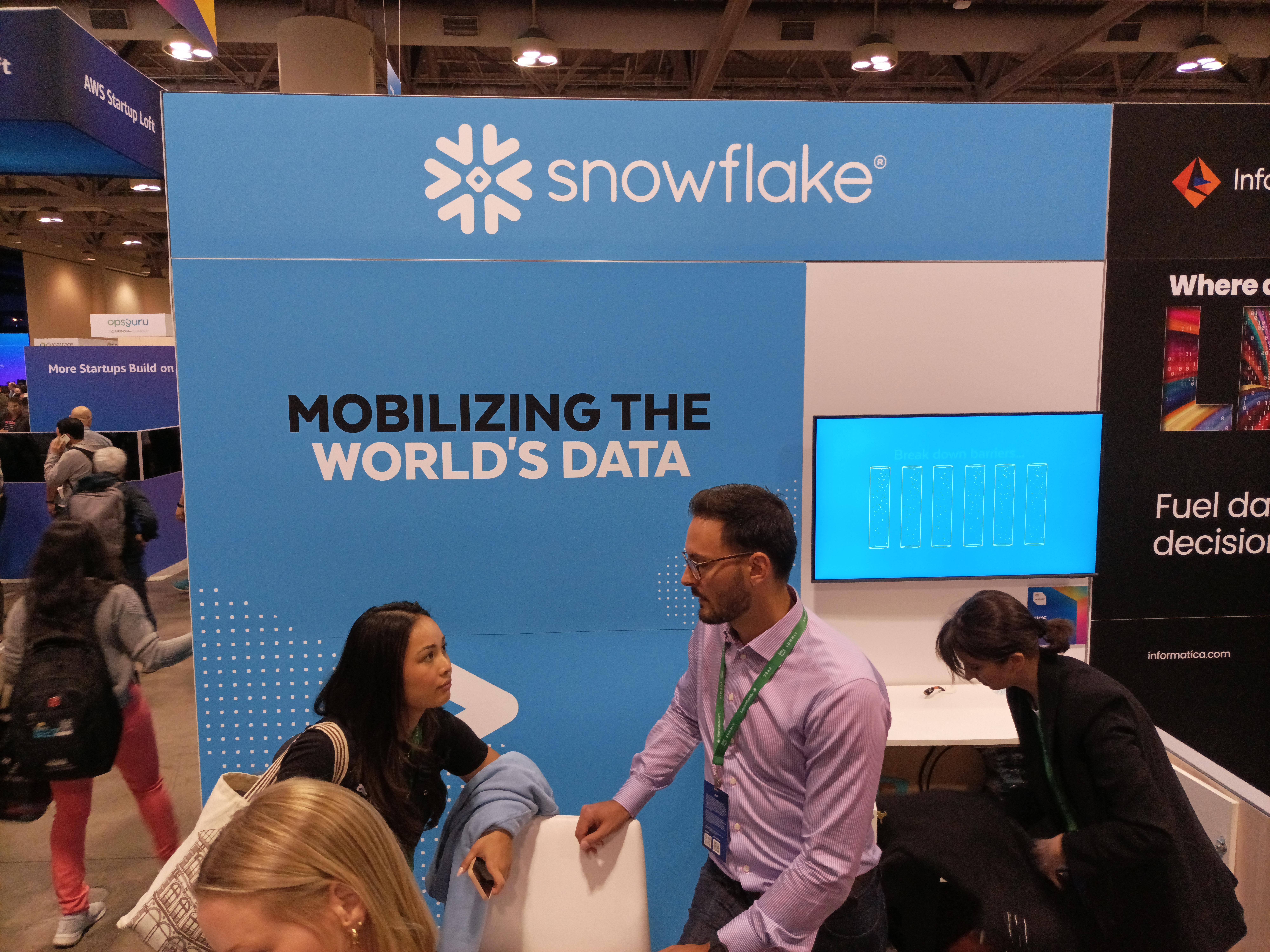
Snowflake

Snowflake es una compañía de almacenamiento de datos basada en computación en la nube con sede en Bozeman, Montana. Fue fundada en 2012 y lanzada al público en octubre de 2014 dos años después de manera discreta. El nombre fue elegido en tributo al gran amor de los fundadores a los deportes de invierno.
Snowflake ofrece almacenamiento de dato en la nube y servicios analíticos, generalmente denominados "almacenamiento de datos como servicio". Deja a los usuarios corporativos almacenar y analizar datos usando hardware y software basado en la nube. Snowflake corre sobre Amazon S3 desde 2014, sobre Microsoft Azure desde 2018 y en la Plataforma Google cloud desde 2019. La compañía ha sido acreditada por revivir la industria de almacenamiento de datos al construir y perfeccionar una plataforma basada en nube de datos.
La compañía fue primer lugar en la Forbes Cloud 100.

## Historia
Snowflake Inc fue fundada en julio de 2012 en San Mateo, California por tres expertos en almacenamiento de datos: Benoit Dageville, Thierry Cruanes y Marcin Zukowski. Dageville and Cruanes habían trabajado previamente como arquitectos de datos en Oracle Corporation; Zukowski fue cofundador de la empresa emergente Vectorwise. El primer CEO de la compañía fue Mike Speinser
En agosto de 2012,  facturó 5 millones de dólares en las rondas de serie A lideradas por Sutter Hill Ventures.
En junio de 2014, nombró al antiguo ejecutivo de Microsoft   como su CEO. En octubre de 2014, facturó $26 millones de dólares y salió de su  modo discreto, ya habiendo 80 compañías usándola para ese momento.  En junio de 2015  la compañía facturó un adicional de $45 millones de dólares y lanzó su primer producto al público.  Facturó otros $100 millones de dólares en abril de 2017.
En mayo de 2019, Frank Slootman, El CEO retirado de ServiceNow, se unió a Snowflake como su CEO,  y Michael Scarpelli, el anterior CFO de ServiceNow se unió a la compañía como su CFO.
En junio de 2019, la compañía lanzó Snowflake Data Exchange.
En septiembre de 2019, fue primer lugar en la lista de Linkedin a los mejores Startups estadounidenses. En febrero de 2020  levantó otros $479 millones de dólares. En ese tiempo, llegó a tener 3,400 clientes activos.
El 16 de septiembre de 2020, Snowflake se convertía en una empresa de capital abierto vía una oferta pública de vental que ingresó $3.4 mil millones de dólares, el mayor OPV de software y el mayor OPV hasta la fecha en duplicarse en su primer día.
El 26 de mayo de 2021, la empresa anunció que se convertirá en una empresa sin sede, pero con una oficina principal localizada en Bozeman, Montana.